# Danilson Córdoba
Pour les articles homonymes, voir Cordoba.
Danilson Córdoba, né le 6 septembre 1986 à Quibdó (Colombie), est un footballeur colombien, qui évolue au poste de milieu de terrain au Avispa Fukuoka et en équipe de Colombie.

## Carrière
- jan. 2004-déc. 2008 : Independiente Medellín
- jan. 2009-déc. 2011 : Consadole Sapporo 
  - jan. 2010-déc. 2011 : Nagoya Grampus  (prêt)
- jan. 2012-déc. 2015 : Nagoya Grampus  [1]
- depuis jan. 2016 : Avispa Fukuoka

## Palmarès

### En équipe nationale
- 3 sélections et 0 but avec l'équipe de Colombie entre 2007 et 2008.

### Avec l'Independiente Medellín
- Vainqueur du Championnat de Colombie de football en 2004 (Tournoi d'Ouverture).

### Avec Nagoya Grampus
- Vainqueur du Championnat du Japon de football en 2010.